# Berlinsko geografsko društvo
Berlinsko geografsko društvo (njem. Gesellschaft für Erdkunde zu Berlin) osnovano je 1828. i drugo je najstarije geografsko društvo.
Društvo su osnovali jedni od najistaknutijih geografa tog vremena. Osnivač Karl Ritter i osnivateljski član Alexander von Humboldt također se smatraju utemeljiteljima moderne znanstvene geografije.
Do danas je cilj društva ostao nepromijenjen – promicanje razmjene i širenja geografskog znanja.
Društvo objavljuje znanstveni časopis Die Erde (Zemlja) koji izlazi od 1853. Također sponzorira mlade znanstvenike dodjeljujući Humboldt-Ritter-Penck-Preis.

## Vanjske poveznice
- Web stranice Gesellschaft für Erdkunde zu Berlin